# 东印度防御
东印度防御（英語：East Indian Defence）是國際象棋開局印度防御的一種，走法為：
1.d4 Nf6 2.Nf3 g6